# Ровањате
Ровањате (итал. Rovagnate) је насеље у Италији у округу Леко, региону Ломбардија.
Према процени из 2011. у насељу је живело 1968 становника. Насеље се налази на надморској висини од 337 м.

## Становништво
Према резултатима пописа становништва 2011. у општини је живело 2.911 становника.
| 1931. | 1936. | 1951. | 1961. | 1971. | 1981. | 1991. | 2001. | 2011. |
| ----- | ----- | ----- | ----- | ----- | ----- | ----- | ----- | ----- |
| 1.801 | 1.772 | 1.883 | 1.855 | 1.888 | 2.008 | 2.187 | 2.570 | 2.911 |